# Mellomsjön, Halland
Mellomsjön är en sjö i Laholms kommun i Halland och ingår i Lagans huvudavrinningsområde. Sjön har en area på 0,0787 kvadratkilometer och ligger 95 meter över havet.

## Delavrinningsområde
Mellomsjön ingår i det delavrinningsområde (625879-134535) som SMHI kallar för Inloppet i Oxhultasjön. Medelhöjden är 107 meter över havet och ytan är 48,99 kvadratkilometer. Räknas de 2 avrinningsområdena uppströms in blir den ackumulerade arean 101,04 kvadratkilometer. Smedjeån som avvattnar avrinningsområdet har biflödesordning 2, vilket innebär att vattnet flödar genom totalt 2 vattendrag innan det når havet efter 37 kilometer. Avrinningsområdet består mestadels av skog (55 %), öppen mark (12 %) och jordbruk (20 %). Avrinningsområdet har 0,75 kvadratkilometer vattenytor vilket ger det en sjöprocent på 1,5 %. Bebyggelsen i området täcker en yta av 0,69 kvadratkilometer eller 1 % av avrinningsområdet.